# 南充北站
南充北站位于中华人民共和国四川省南充市顺庆区潆溪街道站前大道，东邻潆康南路（国道212线），西接潆华大道和通江大道及规划道路，北靠南西快速通道。该站于2015年12月30日随兰渝线广元至渭沱段开通，现由成都铁路局重庆北车务段管辖。

## 车站结构
南充北站站房面积1.6万平方米，雨棚面积1.53万平方米，近期建设1个侧式站台、2个岛式站台、9条轨道。
南充北站设计最高聚集人数为3000人，采用基本站台平进平出；中间站台上进下出的站房流线形式。站房为框架结构，主体为二层，局部三层，局部地下一层。一层为行包、出站厅、候车厅、售票厅等，并设商务和行政VIP候车厅各1个，二层除候车厅外布置商业客服，办公设备区局部夹层。同时在站前广场布局长途汽车站、公交首末站、出租候客区、社会车辆停车场等设施，同时站房下部预留轨道交通站点。
|         | 12股道（到发线）        |  |
|         | 11股道（到发线）        |  |
|         | 9站台（预留）（高站台） |  |
|         | 8站台（预留）（高站台） |  |
|         | 10股道（到发线）        |  |
|         | 9股道（到发线）         |  |
|         | 7站台（高站台）         |  |
|         | 6站台（高站台）         |  |
|         | 8股道（到发线）         |  |
|         | 7股道（兰渝上行正线）   |  |
|         | 6股道（兰渝下行正线）   |  |
|         | 5股道（到发线）         |  |
|         | 5站台（预留）（高站台） |  |
|         | 4站台（预留）（高站台） |  |
|         | 4股道（到发线）         |  |
|         | 3股道（到发线）         |  |
|         | 3站台（高站台）         |  |
|         | 2站台（高站台）         |  |
|         | 2股道（到发线）         |  |
|         | 1股道（到发线）         |  |
| 兰渝场↑ | 1站台（高站台）         |  |

## 未来建设
随着成达万高速铁路的建设，南充北站将在既有车站基础上进行改扩建，初设批复总投资13.86亿元。
成达万铁路引入既有南充北站，于既有兰渝场西侧新建高速场，车场总规模将达8台18线（含成达万正线2条，兰渝正线2条）。其中既有兰渝场5台11线（含正线2条，预留2台3线）；高速场规模4台8线（含正线2条，与兰渝铁路共用1台1线）。
新建站房规模面积约4.2万平方米，改造保留既有站房约0.8万平方米，建成后总站房规模约为5.0万平方米，地下1层，地上主体2层，局部夹层，建筑高度34.3米，建筑最大跨度72米（桁架结构）。新建成达万场站台约2.1万平方米，既有兰渝场站台面积约1.8万平方米（局部拆改），新建站台砼雨棚、楼扶梯钢雨棚约1.9万平方米。
市政配套将建成城市通廊、高架车道等约1万平方米，最终将建成跨线式高架站房，形成桥建合一的形式，车辆可以直接开到进站口，旅客下车后可直接进站。地下新建城市通廊长260米、宽24米，城市通廊两侧设置2个12米宽出站通道，出站地道与城市通廊结合。通过城市通廊，南广场与北广场（预留）直接连通，旅客可以通过通廊进入候车厅。
同时将建设南充北站站前基础配套设施工程项目，包括进离场匝道、潆华大道跨线桥、站前大道菱形立交等内容，建成将形成一个包围北站的方形路网，优化周边道路交通、市政服务。

## 关联条目
- 南充站
- 南充东站
- 南充西站
- 南充南站